# Gent per Formentera
Gent per Formentera (GxF) és una agrupació política formenterera que aparegué per concórrer a les eleccions, tant municipals com al Consell de Formentera, a més d'optar al Parlament de les Illes Balears.
És un partit polític d'ideologia progressista i insularista, establint com a prioritat la defensa de les necessitats específiques de l'illa.
A les eleccions a l'ajuntament del 2007, Gent per Formentera va ser la força més votada, aconseguint 1134 vots i 5 regidors. Aquest resultat, i un pacte amb els 2 regidors del PSOE, dugueren Jaume Ferrer Ribas (GxF) a la batlia.
En constituir-se el Consell de Formentera, el 10 de juliol de 2007, Gent per Formentera (amb el suport del PSOE) n'assumí el govern i Jaume Ferrer en fou elegit president. Gent per Formentera repetiria victòria a les eleccions del 22 de maig del 2011, amb 1666 vots i 6 consellers, formant govern en minoria i reeditant el pacte amb el PSOE 6 mesos després.
A les eleccions del 24 de maig del 2015, GxF aconseguí la majoria absoluta, amb 1817 vots i 9 consellers, repetint govern al Consell de Formentera.
Amb les eleccions del 26 de maig del 2019, GxF va perdre tres escons, aconseguint uns resultats de 1398 vots i 6 consellers, repetint de nou govern al Consell de Formentera gràcies a una coalició amb el PSIB, dividint-se el període de presidència entre els dos partits.
L'abril de 2023 van arribar a un acord amb el PSIB per a fer una candidatura unitària a les eleccions de 2023 amb l'objectiu de tenir més possibilitats que l’únic diputat que tenen al parlament fos per a ells i no per a la dreta.

## Resultats electorals
| Elecció | Vots  | %     | Consellers | +/– | Candidat                    | Govern   |
| ------- | ----- | ----- | ---------- | --- | --------------------------- | -------- |
| 2007    | 1.134 | 32,78 | 5 / 13     | Nou | Jaume Ferrer Ribas          | Coalició |
| 2011    | 1.662 | 44,04 | 6 / 13     | 1   | Jaume Ferrer Ribas          | Coalició |
| 2015    | 1.817 | 49,75 | 9 / 17     | 3   | Jaume Ferrer Ribas          | Majoria  |
| 2019    | 1.398 | 35.50 | 6 / 17     | 3   | Alejandra Ferrer Kirschbaum | Coalició |